# Supercopa de España de fútbol 2025
La Supercopa de España 2025 fue la XLI edición del torneo, correspondiente a la temporada 2024-25.
Se disputó en el Ciudad Deportiva del Rey Abdalá de Yeda, lugar donde disputa sus encuentros como local el club Al-Ittihad S. A. C. de la Liga Profesional Saudí, del 8 al 12 de enero de 2025.
El F. C. Barcelona se consagró campeón de esta edición tras vencer al Real Madrid C. F. por un marcador de 5–2 en la final, obteniendo así su decimoquinto título de esta competición.

## Participantes
|  | Real Madrid C. F. | Bandera de la Comunidad de Madrid |  | Campeón de Primera División de España 2023-24    |
|  | F. C. Barcelona   | Bandera de Cataluña               |  | Subcampeón de Primera División de España 2023-24 |
|  | Athletic Club     | Bandera del País Vasco            |  | Campeón de la Copa del Rey 2023-24               |
|  | R. C. D. Mallorca | Bandera de las Islas Baleares     |  | Subcampeón de la Copa del Rey 2023-24            |

## Cuadro
|  | Semifinales            | Semifinales            |                 |                   | Final               | Final               |  |
|  | 8 y 9 de enero de 2025 | 8 y 9 de enero de 2025 |                 |                   | 12 de enero de 2025 | 12 de enero de 2025 |  |
|  |                        |                        |                 |                   |                     |                     |  |
|  |                        |                        |                 |                   |                     |                     |  |
|  | Real Madrid C. F.      | 3                      |                 |                   |                     |                     |  |
|  | Real Madrid C. F.      | 3                      |                 |                   |                     |                     |  |
|  | R. C. D. Mallorca      | 0                      |                 |                   |                     |                     |  |
|  | R. C. D. Mallorca      | 0                      |                 | Real Madrid C. F. | 2                   |                     |  |
|  |                        |                        |                 | Real Madrid C. F. | 2                   |                     |  |
|  |                        |                        | F. C. Barcelona | 5                 |                     |                     |  |
|  | Athletic Club          | 0                      | F. C. Barcelona | 5                 |                     |                     |  |
|  | Athletic Club          | 0                      |                 |                   |                     |                     |  |
|  | F. C. Barcelona        | 2                      |                 |                   |                     |                     |  |
|  | F. C. Barcelona        | 2                      |                 |                   |                     |                     |  |
|  |                        |                        |                 |                   |                     |                     |  |

## Semifinales
| Semifinal 1; 8 de enero de 2025, 20:00 | Athletic Club | 0:2 (0:1) | F. C. Barcelona        | King Abdullah Sports City, Yeda                                            |                                                                            |
| 22:00 (UTC+3)                          |               | Reporte   | - Gavi 17' - Yamal 52' | Asistencia: 42 000 espectadores Árbitro(s): Ortiz Arias VAR: Pizarro Gómez | Asistencia: 42 000 espectadores Árbitro(s): Ortiz Arias VAR: Pizarro Gómez |

| Uniformes |  |
|           |  |

| Semifinal 2; 9 de enero de 2025, 20:00 | Real Madrid C. F.                                       | 3:0 (0:0) | R. C. D. Mallorca | King Abdullah Sports City, Yeda                                                       |                                                                                       |
| 22:00 (UTC+3)                          | - Bellingham 63' - Valjent 90+2' (a.g.) - Rodrygo 90+5' | Reporte   |                   | Asistencia: 62 242 espectadores Árbitro(s): De Burgos Bengoetxea VAR: Trujillo Suárez | Asistencia: 62 242 espectadores Árbitro(s): De Burgos Bengoetxea VAR: Trujillo Suárez |

| Uniformes |  |
|           |  |

## Final
| 1     | POR   | Thibaut Courtois    |     |
| 17    | DEF   | Lucas Vázquez       | 52' |
| 14    | DEF   | Aurélien Tchouaméni | 64' |
| 22    | DEF   | Antonio Rüdiger     |     |
| 23    | DEF   | Ferland Mendy       | 75' |
| 6     | MED   | Eduardo Camavinga   | 45' |
| 5     | MED   | Jude Bellingham     |     |
| 8     | MED   | Federico Valverde   |     |
| 7     | DEL   | Vinícius Júnior     | 76' |
| 11    | DEL   | Rodrygo             |     |
| 9     | DEL   | Kylian Mbappé       |     |
| D. T. | D. T. | Carlo Ancelotti     |     |

| 25    | POR   | Wojciech Szczęsny  |     |
| 2     | DEF   | Pau Cubarsí        |     |
| 3     | DEF   | Alejandro Balde    |     |
| 5     | DEF   | Iñigo Martínez     | 28' |
| 23    | DEF   | Jules Koundé       |     |
| 6     | MED   | Gavi               | 59' |
| 8     | MED   | Pedri              |     |
| 17    | MED   | Marc Casadó        |     |
| 19    | DEL   | Lamine Yamal       | 59' |
| 9     | DEL   | Robert Lewandowski |     |
| 11    | DEL   | Raphinha           | 79' |
| D. T. | D. T. | Hansi Flick        |     |

| 19 | MED | Dani Ceballos | 45' |
| 35 | DEF | Raúl Asencio  | 52' |
| 10 | MED | Luka Modrić   | 64' |
| 20 | DEF | Fran García   | 75' |
| 21 | DEL | Brahim Díaz   | 76' |

| 4  | DEF | Ronald Araújo | 28' |
| 13 | POR | Iñaki Peña    | 59' |
| 20 | MED | Dani Olmo     | 59' |
| 7  | DEL | Ferran Torres | 79' |

| 5' · 60' | Kylian Mbappé Rodrygo | 1:0 2:5 |

| 22' · 36' · 39' · 45+10' · 48' | Lamine Yamal Robert Lewandowski Raphinha Alejandro Balde Raphinha | 1:1 1:2 1:3 1:4 1:5 |

| 35' · 53' · 55' · 62' · 77' | Eduardo Camavinga Antonio Rüdiger Vinícius Júnior Aurélien Tchouaméni Raúl Asencio |

| 45+8' · 77' · 87' · 89' | Íñigo Martínez Robert Lewandowski Ronald Araújo Raphinha |

| 57' | Wojciech Szczęsny |

| Principal  | Gil Manzano      |
| Asistentes | Nevado Rodríguez |
|            | Martínez Nicolás |
| Cuarto     | Melero López     |

| VAR            | Iglesias Villanueva |
| Asistentes VAR | Cerezo Parfenof     |
|                | González Fuertes    |

|                    |     |     |
| Tiros              | 19  | 14  |
| Tiros a puerta     | 6   | 8   |
| Faltas             | 14  | 13  |
| Saques de esquina  | 9   | 5   |
| Penaltis           | 0   | 1   |
| Fueras de juego    | 1   | 1   |
| Posesión del balón | 48% | 52% |

| Alineación inicial |

| 1     | POR   | Thibaut Courtois    |     |
| 17    | DEF   | Lucas Vázquez       | 52' |
| 14    | DEF   | Aurélien Tchouaméni | 64' |
| 22    | DEF   | Antonio Rüdiger     |     |
| 23    | DEF   | Ferland Mendy       | 75' |
| 6     | MED   | Eduardo Camavinga   | 45' |
| 5     | MED   | Jude Bellingham     |     |
| 8     | MED   | Federico Valverde   |     |
| 7     | DEL   | Vinícius Júnior     | 76' |
| 11    | DEL   | Rodrygo             |     |
| 9     | DEL   | Kylian Mbappé       |     |
| D. T. | D. T. | Carlo Ancelotti     |     |

| 25    | POR   | Wojciech Szczęsny  |     |
| 2     | DEF   | Pau Cubarsí        |     |
| 3     | DEF   | Alejandro Balde    |     |
| 5     | DEF   | Iñigo Martínez     | 28' |
| 23    | DEF   | Jules Koundé       |     |
| 6     | MED   | Gavi               | 59' |
| 8     | MED   | Pedri              |     |
| 17    | MED   | Marc Casadó        |     |
| 19    | DEL   | Lamine Yamal       | 59' |
| 9     | DEL   | Robert Lewandowski |     |
| 11    | DEL   | Raphinha           | 79' |
| D. T. | D. T. | Hansi Flick        |     |

| 19 | MED | Dani Ceballos | 45' |
| 35 | DEF | Raúl Asencio  | 52' |
| 10 | MED | Luka Modrić   | 64' |
| 20 | DEF | Fran García   | 75' |
| 21 | DEL | Brahim Díaz   | 76' |

| 4  | DEF | Ronald Araújo | 28' |
| 13 | POR | Iñaki Peña    | 59' |
| 20 | MED | Dani Olmo     | 59' |
| 7  | DEL | Ferran Torres | 79' |

| 5' · 60' | Kylian Mbappé Rodrygo | 1:0 2:5 |

| 22' · 36' · 39' · 45+10' · 48' | Lamine Yamal Robert Lewandowski Raphinha Alejandro Balde Raphinha | 1:1 1:2 1:3 1:4 1:5 |

| 35' · 53' · 55' · 62' · 77' | Eduardo Camavinga Antonio Rüdiger Vinícius Júnior Aurélien Tchouaméni Raúl Asencio |

| 45+8' · 77' · 87' · 89' | Íñigo Martínez Robert Lewandowski Ronald Araújo Raphinha |

| 57' | Wojciech Szczęsny |

| Principal  | Gil Manzano      |
| Asistentes | Nevado Rodríguez |
|            | Martínez Nicolás |
| Cuarto     | Melero López     |

| VAR            | Iglesias Villanueva |
| Asistentes VAR | Cerezo Parfenof     |
|                | González Fuertes    |

|                    |     |     |
| Tiros              | 19  | 14  |
| Tiros a puerta     | 6   | 8   |
| Faltas             | 14  | 13  |
| Saques de esquina  | 9   | 5   |
| Penaltis           | 0   | 1   |
| Fueras de juego    | 1   | 1   |
| Posesión del balón | 48% | 52% |

| Alineación inicial |

| 1     | POR   | Thibaut Courtois    |     |
| 17    | DEF   | Lucas Vázquez       | 52' |
| 14    | DEF   | Aurélien Tchouaméni | 64' |
| 22    | DEF   | Antonio Rüdiger     |     |
| 23    | DEF   | Ferland Mendy       | 75' |
| 6     | MED   | Eduardo Camavinga   | 45' |
| 5     | MED   | Jude Bellingham     |     |
| 8     | MED   | Federico Valverde   |     |
| 7     | DEL   | Vinícius Júnior     | 76' |
| 11    | DEL   | Rodrygo             |     |
| 9     | DEL   | Kylian Mbappé       |     |
| D. T. | D. T. | Carlo Ancelotti     |     |

| 25    | POR   | Wojciech Szczęsny  |     |
| 2     | DEF   | Pau Cubarsí        |     |
| 3     | DEF   | Alejandro Balde    |     |
| 5     | DEF   | Iñigo Martínez     | 28' |
| 23    | DEF   | Jules Koundé       |     |
| 6     | MED   | Gavi               | 59' |
| 8     | MED   | Pedri              |     |
| 17    | MED   | Marc Casadó        |     |
| 19    | DEL   | Lamine Yamal       | 59' |
| 9     | DEL   | Robert Lewandowski |     |
| 11    | DEL   | Raphinha           | 79' |
| D. T. | D. T. | Hansi Flick        |     |

| 19 | MED | Dani Ceballos | 45' |
| 35 | DEF | Raúl Asencio  | 52' |
| 10 | MED | Luka Modrić   | 64' |
| 20 | DEF | Fran García   | 75' |
| 21 | DEL | Brahim Díaz   | 76' |

| 4  | DEF | Ronald Araújo | 28' |
| 13 | POR | Iñaki Peña    | 59' |
| 20 | MED | Dani Olmo     | 59' |
| 7  | DEL | Ferran Torres | 79' |

| 5' · 60' | Kylian Mbappé Rodrygo | 1:0 2:5 |

| 22' · 36' · 39' · 45+10' · 48' | Lamine Yamal Robert Lewandowski Raphinha Alejandro Balde Raphinha | 1:1 1:2 1:3 1:4 1:5 |

| 35' · 53' · 55' · 62' · 77' | Eduardo Camavinga Antonio Rüdiger Vinícius Júnior Aurélien Tchouaméni Raúl Asencio |

| 45+8' · 77' · 87' · 89' | Íñigo Martínez Robert Lewandowski Ronald Araújo Raphinha |

| 57' | Wojciech Szczęsny |

| Principal  | Gil Manzano      |
| Asistentes | Nevado Rodríguez |
|            | Martínez Nicolás |
| Cuarto     | Melero López     |

| VAR            | Iglesias Villanueva |
| Asistentes VAR | Cerezo Parfenof     |
|                | González Fuertes    |

|                    |     |     |
| Tiros              | 19  | 14  |
| Tiros a puerta     | 6   | 8   |
| Faltas             | 14  | 13  |
| Saques de esquina  | 9   | 5   |
| Penaltis           | 0   | 1   |
| Fueras de juego    | 1   | 1   |
| Posesión del balón | 48% | 52% |

| Alineación inicial |

| 1     | POR   | Thibaut Courtois    |     |
| 17    | DEF   | Lucas Vázquez       | 52' |
| 14    | DEF   | Aurélien Tchouaméni | 64' |
| 22    | DEF   | Antonio Rüdiger     |     |
| 23    | DEF   | Ferland Mendy       | 75' |
| 6     | MED   | Eduardo Camavinga   | 45' |
| 5     | MED   | Jude Bellingham     |     |
| 8     | MED   | Federico Valverde   |     |
| 7     | DEL   | Vinícius Júnior     | 76' |
| 11    | DEL   | Rodrygo             |     |
| 9     | DEL   | Kylian Mbappé       |     |
| D. T. | D. T. | Carlo Ancelotti     |     |

| 25    | POR   | Wojciech Szczęsny  |     |
| 2     | DEF   | Pau Cubarsí        |     |
| 3     | DEF   | Alejandro Balde    |     |
| 5     | DEF   | Iñigo Martínez     | 28' |
| 23    | DEF   | Jules Koundé       |     |
| 6     | MED   | Gavi               | 59' |
| 8     | MED   | Pedri              |     |
| 17    | MED   | Marc Casadó        |     |
| 19    | DEL   | Lamine Yamal       | 59' |
| 9     | DEL   | Robert Lewandowski |     |
| 11    | DEL   | Raphinha           | 79' |
| D. T. | D. T. | Hansi Flick        |     |

| 19 | MED | Dani Ceballos | 45' |
| 35 | DEF | Raúl Asencio  | 52' |
| 10 | MED | Luka Modrić   | 64' |
| 20 | DEF | Fran García   | 75' |
| 21 | DEL | Brahim Díaz   | 76' |

| 4  | DEF | Ronald Araújo | 28' |
| 13 | POR | Iñaki Peña    | 59' |
| 20 | MED | Dani Olmo     | 59' |
| 7  | DEL | Ferran Torres | 79' |

| 5' · 60' | Kylian Mbappé Rodrygo | 1:0 2:5 |

| 22' · 36' · 39' · 45+10' · 48' | Lamine Yamal Robert Lewandowski Raphinha Alejandro Balde Raphinha | 1:1 1:2 1:3 1:4 1:5 |

| 35' · 53' · 55' · 62' · 77' | Eduardo Camavinga Antonio Rüdiger Vinícius Júnior Aurélien Tchouaméni Raúl Asencio |

| 45+8' · 77' · 87' · 89' | Íñigo Martínez Robert Lewandowski Ronald Araújo Raphinha |

| 57' | Wojciech Szczęsny |

| Principal  | Gil Manzano      |
| Asistentes | Nevado Rodríguez |
|            | Martínez Nicolás |
| Cuarto     | Melero López     |

| VAR            | Iglesias Villanueva |
| Asistentes VAR | Cerezo Parfenof     |
|                | González Fuertes    |

|                    |     |     |
| Tiros              | 19  | 14  |
| Tiros a puerta     | 6   | 8   |
| Faltas             | 14  | 13  |
| Saques de esquina  | 9   | 5   |
| Penaltis           | 0   | 1   |
| Fueras de juego    | 1   | 1   |
| Posesión del balón | 48% | 52% |

| Alineación inicial |

| Campeón Supercopa de España 2025 |
| -------------------------------- |
| F. C. Barcelona 15.° título      |

## Estadísticas

### Clasificación general
| Pos. | Club              | Pts. | PJ | PG | PE | PP | GF | GC | Dif | Rend. |
| ---- | ----------------- | ---- | -- | -- | -- | -- | -- | -- | --- | ----- |
| 1    | F. C. Barcelona   | 6    | 2  | 2  | 0  | 0  | 7  | 2  | +5  | 100%  |
| 2    | Real Madrid C. F. | 3    | 2  | 1  | 0  | 1  | 5  | 5  | 0   | 50%   |
| 3    | Athletic Club     | 0    | 1  | 0  | 0  | 1  | 0  | 2  | –2  | 0%    |
| 4    | R. C. D. Mallorca | 0    | 1  | 0  | 0  | 1  | 0  | 3  | –3  | 0%    |

### Goleadores
| Pos. | Jugador            | Club              | Goles |
| ---- | ------------------ | ----------------- | ----- |
| 1    | Raphinha           | F. C. Barcelona   | 2     |
| =    | Lamine Yamal       | F. C. Barcelona   | 2     |
| =    | Rodrygo            | Real Madrid C. F. | 2     |
| 4    | Gavi               | F. C. Barcelona   | 1     |
| =    | Robert Lewandowski | F. C. Barcelona   | 1     |
| =    | Alejandro Balde    | F. C. Barcelona   | 1     |
| =    | Jude Bellingham    | Real Madrid C. F. | 1     |
| =    | Kylian Mbappé      | Real Madrid C. F. | 1     |

### Autogoles
| Pos. | Jugador        | Club              | Autogoles |
| ---- | -------------- | ----------------- | --------- |
| 1    | Martin Valjent | R. C. D. Mallorca | 1         |